# Filippo Riceputi
Filippo Riceputi (Forlì, 11. srpnja 1667. − Cesena, 5. listopada 1742.), talijanski katolički svećenik i povjesničar iz redova isusovaca

## Životopis
Rodio se je u Forliju. God. 1693. bio je zaređen za svećenika, a 1694. imenovan je rektorom biskupskog sjemeništa u Macerati (kraj Jakina), gdje je predavao retoriku. Od 1695. boravio je u Beču i ondje pristupio isusovačkomu redu. Već je tada započeo prikupljati građu za pisanje djela Illyricum sacrum, o prošlosti zemalja koje su bile dijelom nekadašnjega rimskog Ilirika. Rad na prikupljanju povijesne građe nastavio je i tijekom službe u isusovačkim kolegijima u Gorici, Rijeci i Trstu, te za misionarskoga boravka u Dalmaciji (1709–15). Poč. 1716. otišao je u Mletke, a zatim je bio dodijeljen isusovačkomu kolegiju u Padovi sa zadaćom da dovrši crkvenu povijest Ilirika. Slijedio je dugogodišnji rad na daljnjem prikupljanju, proučavanju i sređivanju građe, u čem mu je pomogao splitski nadbiskup Pacifik Bizza. God. 1720. objavljen je prvi nacrt djela, 1729. bilo je odlučeno da njime osim crkvene bude obuhvaćena i svjetovna povijest Ilirika, a 1740. objavljen je drugi nacrt djela. Do svoje je smrti Riceputi sastavio opširan uvod u Illyricum sacrum, a djelo su dovršili njegovi suradnici D. Farlati i J. Coleti. Za živat mu je savjetnik na izradi Illyricum sacrum bio pravnik i povjesničar Antun Bizanti.